# Проект «Тайга»
Прое́кт «Тайга́» — кодовое название проекта, разработанного в СССР с целью создания искусственного канала с помощью экскавационных групповых ядерных взрывов между реками Печора — Колва (Пермский край) для подпитки мелеющего Каспийского моря. Для создания канала планировалось провести 250 ядерных взрывов. Экспериментальный подрыв трёх ядерных зарядов был проведён 23 марта 1971 года, но впоследствии проект был закрыт из-за попадания радиоактивных частиц за территорию Советского Союза, что являлось нарушением Московского договора о запрещении ядерных испытаний в трёх средах, подписанного 5 августа 1963 года. Проект «Тайга» входил в проект переброски части стока северных и сибирских рек. Не существует официально опубликованных данных о проекте «Тайга», что имело следствием появление многочисленных слухов и мифов.

## Подготовка к эксперименту
Для проведения взрывов было выбрано место с координатами 61°18′22″ с. ш. 56°36′00″ в. д. в малонаселённом Чердынском районе Пермской области, вблизи реки Берёзовка, исток которой находится на континентальном водоразделе между бассейнами Каспийского моря и Северного Ледовитого океана. В нескольких километрах от точки взрывов находилась деревня Васюково (в настоящее время нежилая). Были пробурены несколько (минимум семь) скважин, находящихся на одной прямой на одинаковом расстоянии друг от друга, три из них были использованы. Стенки скважин состояли из 8 слоёв 12-мм листовой стали. Глубина скважин составляла около 127 м, глубина закладки зарядов равна глубине скважины (по другим[каким?] данным, глубина закладки была 60 м), расстояние между скважинами составляло около 162—167 м. После опускания ядерного заряда скважина засыпалась слоем гравия, затем слоем графита и слоем цемента. Заряды были разработаны во РФЯЦ-ВНИИТФ (Снежинск) и являлись так называемыми «чистыми» зарядами (с минимальным количеством делящихся материалов; значительная часть энергии выделялась в результате термоядерного синтеза). Мощность каждого заряда составляла 15 кт, суммарная мощность всех зарядов — 45 кт.
Для участников эксперимента был построен посёлок. Измерительная аппаратура для регистрации параметров ядерного взрыва, а также система подрыва зарядов размещались в специально оборудованных грузовых автомобилях «Урал-375». Командный пункт находился в селе Берёзовка, в этом же селе находились вышки с кинофотоаппаратурой. Ранее на Семипалатинском полигоне 12 ноября 1968 года был проведён калибровочный групповой ядерный взрыв «Телькем-2». Он проводился для отработки технологии создания канала. Полученные данные были использованы в проекте «Тайга».

## Эксперимент
23 марта 1971 три 15-килотонных ядерных заряда были одновременно взорваны под землёй в районе села Васюково в Чердынском районе Пермской области, примерно в 100 км к северу от города Красновишерска. Сотрясения ощутили жители деревень в радиусе нескольких десятков километров. Грунт, сквозь языки пламени, был выброшен взрывом на высоту около 300 м, после чего он начал опадать вниз, создавая растущее клубящееся пылевое облако, которое поднялось на высоту около 1800 м. Ветром облако относило в сторону Коми, как и планировалось. Не существует опубликованных данных об уровне радиации непосредственно после взрыва.

## Результаты
В результате взрыва образовался канал длиной 700 м и шириной 380 м, глубина канала составляла от 10 до 15 метров. Из-за падения грунта вокруг канала сформировался бруствер. В настоящее время канал заполнен водой, там возникло озеро, впоследствии названное Ядерным. Посредине озера от падения грунта образовался небольшой островок. Мощность эквивалентной дозы от внешнего гамма-облучения вокруг озера в настоящее время варьируется от естественной нормы до 0,8 мкЗв/ч (80 микрорентген в час), повышение уровня обнаружено в двух пятнах на восточном берегу озера. На северо-восточном берегу в 400 м от канала находится сильно деформированная часть многослойной стальной трубы, выброшенная взрывом из скважины.
Заборы, первоначально окружавшие озеро, проржавели и упали. В настоящее время оно является популярным местом рыбалки для жителей других близлежащих сёл, а его берега известны обилием съедобных грибов. Место взрыва также посещают люди, которые собирают металлолом, оставшийся на месте взрыва.

## Анализ изотопов на месте испытания
Летом 2009 года ученые НИИ радиационной гигиены им. Рамзаева провели исследование радиационного загрязнения в области проведения взрыва. Были обнаружены области с повышенным фоном гамма-излучения, вызванного в основном изотопами 137Cs и 60Co. С помощью гамма-спектрометрии были обнаружены изотопы 137Cs и 155Eu, образовавшиеся в результате деления ядерных материалов; изотопы 60Co, 94Nb, 152Eu, 154Eu, 207Bi, возникшие благодаря нейтронной активации стабильных изотопов в материалах ядерных взрывных устройств (ЯВУ), стальных трубах и грунте; а также 241Am, продукт бета-распада 241Pu.
В частности:
- 60Co. Образовался в результате нейтронной активации природных изотопов кобальта, железа и никеля, входивших в состав грунта и стальных труб, использованных для организации взрыва.
- 94Nb. Образовался в результате нейтронной активации природных ядер 93Nb в материалах ЯВУ, стальных трубах и грунте.
- 207Bi. Активация нейтронами и заряженными частицами стабильных изотопов свинца и висмута в грунте и в материалах ЯВУ.

На 2009 год мощность эквивалентной дозы внешнего гамма-облучения (на высоте 1 м от поверхности) обусловлена примерно в равных долях цезием-137 и кобальтом-60, вклад остальных радионуклидов незначителен. Ввиду различия в периодах полураспада, на 1979 год расчётная мощность дозы была на 95 % обусловлена вкладом кобальта-60, в 2039 году она будет в основном (90 %) обеспечиваться цезием-137.
На берегах озера поверхностная активность различных радионуклидов (до глубины 20 см) составляет для 137Cs до 1000 кБк/м2, для 60Co до 300 кБк/м2, для 241Am до 900 кБк/м2.